# Miara martyngałowa
Miara martyngałowa (lub miara obojętna na ryzyko) – jedno z podstawowych pojęć z zakresu matematyki finansowej. Używa się go do wyceny instrumentów bazowych oraz pochodnych na rynkach zupełnych.

## Definicja
Niech {\displaystyle B_{t}} oznacza wartość instrumentu dyskontowego w momencie {\displaystyle t,} a {\displaystyle V_{t}} cenę instrumentu o wypłacie {\displaystyle X} zapadającego w chwili {\displaystyle T.} Miarą martyngałową {\displaystyle P^{*}} nazywamy taką miarę probabilistyczną, że:
1. {\displaystyle \mathbb {P} ^{*}\sim \mathbb {P} } (miara jest równoważna rzeczywistej mierze),
2. {\displaystyle V_{t}=\operatorname {E} _{P^{*}}\left({\frac {B_{t}}{B_{T}}}X|{\mathcal {F}}_{t}\right).}

Dla rynków skończonych zachodzenie powyższego warunku dla procesów cen instrumentów bazowych {\displaystyle S_{t}} jest równoważna jego prawdziwości dla instrumentów pochodnych.

## Przykłady

### Model dwumianowy
Dla jednookresowego modelu CRR o własności {\displaystyle S_{1}=S_{o}U,} gdzie {\displaystyle U} przyjmuje wartości {\displaystyle 1+a} oraz {\displaystyle 1+b,} a {\displaystyle B_{t}=1+r} miara martyngałowa jest zdefiniowana w następujący sposób:
{\displaystyle \mathbb {P} (U=1+a)={\frac {b-r}{b-a}},}
{\displaystyle \mathbb {P} (U=1+b)={\frac {r-a}{b-a}}.}
Warunkiem koniecznym dla braku istnienia arbitrażu jest ograniczenie na stopę procentową {\displaystyle r\in (\min\{a,b\},\max\{a,b\}).}
Dla {\displaystyle n}-okresowego modelu CRR miara martyngałowa przyjmuje następującą postać:
{\displaystyle \mathbb {P} \left(S_{n}=S_{0}(1+a)^{k}(1+b)^{n-k}\right)={\binom {n}{k}}{\frac {(b-r)^{k}(r-a)^{n-k}}{(b-a)^{n}}}.}

### Model Blacka-Scholesa
W klasycznym modelu Blacka-Scholesa miarą martyngałową {\displaystyle P^{*}} określa równanie:
{\displaystyle d\mathbb {P^{*}} =exp\left({\frac {r-\mu }{\sigma }}W_{T}-{\frac {T}{2}}\left({\frac {r-\mu }{\sigma }}\right)^{2}\right)d\mathbb {P} ,}
gdzie:
{\displaystyle \mu } – współczynnik dryfu,
{\displaystyle \sigma } – współczynnik zmienności,
{\displaystyle r} – bezryzykowna stopa procentowa.
Proces
{\displaystyle W_{t}^{B-S}=W_{t}-{\frac {r-\mu }{\sigma }}t}
jest procesem Wienera w mierze martyngałowej.
Wzór ten można uzyskać po zastosowaniu twierdzenia Girsanowa.